# 28 juin en sport
28 mai 28 juillet
Chronologies thématiques
- Croisades
- Ferroviaires
- Disney

Le 28 juin (179e jour de l'année ou 180e en cas d'année bissextile) en sport.

## Événements

### XIXesiècle
- 1878
  - (Aviron) : régate universitaire entre Harvard et Yale. Harvard s'impose[1].
- 1883
  - (Aviron) : régate universitaire entre Harvard et Yale. Harvard s'impose[1].

### XXesièclede1901à1950
- 1914 :
  - (Cyclisme) : départ du Tour de France.
- 1925 :
  - (Sport automobile) : première édition du Grand Prix de Belgique qui devient la quatrième course à adopter le mode "formule" mais il faudra attendre 1930 pour assister à la deuxième édition de ce GP. Le pilote italien Antonio Ascari s'impose sur une Alfa Romeo.

### XXesièclede1951à2000
- 1958 :
  - (Football) : la France prend la troisième place de la Coupe du monde de football en s'imposant en finale pour la troisième place 6-3 contre l'Allemagne.
- 1964 :
  - (Sport automobile) : Grand Prix automobile de France.
- 1969 :
  - (Cyclisme) : départ du Tour de France.
- 1975 :
  - (Rallye automobile) : arrivée du Rallye du Maroc.
- 1985 :
  - (Cyclisme) : départ du Tour de France.
- 1986 :
  - (Football) : La France prend la troisième place de la Coupe du monde de football de 1986 en s'imposant en finale pour la troisième place 4-2 contre la Belgique.
- 1987 :
  - (Athlétisme) : Coupe d'Europe des nations d'athlétisme 1987. Les Russes remportent le titre chez les hommes tandis que les Allemandes de l'Est s'imposent chez les femmes.
- 1993 :
  - (Athlétisme) : Coupe d'Europe des nations d'athlétisme 1998. Les Britanniques enlèvent le titre chez les hommes tandis que les Russes s'imposent chez les femmes.
- 1997 :
  - (Boxe anglaise) : à défaut de le dominer sur le ring, Mike Tyson mord l'oreille de son adversaire Evander Holyfield en plein combat.
- 1998 :
  - (Formule 1) : Grand Prix automobile de France.

### XXIesiècle
- 2001 :
  - (Natation) : Roman Sludnov bat le record du monde du 100 m brasse en 1 min 0 s 26.
- 2007 :
  - (Basket-ball) : Greg Oden (Ohio State Buckeyes) est choisi par les Portland Trail Blazers en premier choix de la Draft 2007 de la NBA, qui se tient au Madison Square Garden à New York. le Français Joakim Noah, fils de l'ancien champion de tennis Yannick Noah, est quant à lui, choisi en 9e position par les Chicago Bulls, l'ancien club du légendaire Michael Jordan.
- 2008 :
  - (Cyclisme) : Jeannie Longo-Ciprelli remporte son 54e titre de championne de France de cyclisme féminin toutes catégories confondues.
- 2014 :
  - (Football) : le Brésil se qualifie pour les quarts de finale de la Coupe du monde en éliminant le Chili lors de la séance de tirs au but (3-2). Dans le deuxième match du jour la Colombie s'impose 2-0 face à l'Uruguay grâce notamment à un doublé de James Rodríguez.
- 2015 :
  - (Basket-ball /Championnat d'Europe féminin) : la Serbie s'impose face à la France (76-68) et devient championne d'Europe.
  - (Cyclisme sur route /Championnats de France) : Steven Tronet est sacré champion de France, à Chantonnay en Vendée. Il devance Tony Gallopin et Sylvain Chavanel.
- 2021 :
  - (Cyclisme sur route /Tour de France) : sur la 3e étape du Tour de France qui se déroule entre Lorient et Pontivy, sur une distance de 182,9 kilomètres, victoire du Belge Tim Merlier. Le Néerlandais Mathieu van der Poel conserve maillot jaune. L'étape est marquée par de nombreuses averses et a été marquée par plusieurs chutes, notamment dans le final.
  - (Tennis /Grand Chelem) : début de la 134e édition du Tournoi de Wimbledon qui se déroule jusqu'au 11 juillet 2021 à Wimbledon au Royaume-Uni.

## Naissances

### XIXesiècle
- 1876 :
  - Robert Guérin, arbitre et entraîneur de football puis journaliste et dirigeant sportif français. Président de la FIFA de 1904 à 1906. († 19 mars 1952).
- 1888 :
  - Guido Ara, footballeur puis entraîneur italien. (13 sélections en équipe nationale). († 22 mars 1975).
- 1897 :
  - André Dubonnet, pilote de courses automobile, aviateur, bobeur puis industriel français. († 23 janvier 1980).
  - George Eyston, pilote de courses automobile britannique. († 11 juin 1979).

### XXesièclede1901à1950
- 1902 :
  - Pierre Brunet, patineur artistique de couples et ensuite entraîneur français puis américain. Médaillé de bronze aux Jeux de Chamonix 1924, puis champion olympique aux Jeux de Saint-Moritz 1928 et aux Jeux de Lake Placid 1932. Champion du monde de patinage artistique 1926, 1928 1930 et 1932. Champion d'Europe de patinage artistique 1932. († 27 juillet 1991).
- 1903 :
  - André Maschinot, footballeur français. (5 sélections en équipe de France). († 10 mars 1963).
- 1918 :
  - Georges Dard, footballeur français. (3 sélections en équipe de France). († 2 mai 2001).
- 1922 :
  - Lloyd LaBeach, athlète de sprint panaméen. Médaillé de bronze du 100 et 200 m aux Jeux de Londres 1948. († 19 février 1999).
- 1923 :
  - Adolfo Schwelm Cruz, pilote de courses automobile argentin. († 10 février 2012).
  - Gaye Stewart, hockeyeur sur glace puis entraîneur et arbitre canadien. († 18 novembre 2010).
- 1931 :
  - Junior Johnson, pilote de courses de NASCAR américain. († 20 décembre 2019).
  - Lucien Victor, cycliste sur route belge. Champion olympique de la course en ligne par équipes aux Jeux d'Helsinki 1952. († 17 septembre 1995).
- 1934 :
  - Roy Gilchrist, joueur de cricket jamaïcain. (13 sélections en test cricket). († 18 juillet 2001).
- 1936 :
  - Chuck Howley, joueur de foot U.S. américain.
- 1938 :
  - Dieter Glemser, pilote de courses de rallyes et d'endurance allemand.
- 1939 :
  - Jean-Paul Loth, joueur de tennis puis entraîneur et consultant TV français. Capitaine de l'Équipe de France de Coupe Davis de 1980 à 1987.
- 1940 :
  - Dieter Schornstein, pilote de courses automobile allemand. († 19 décembre 2014).
- 1942 :
  - Hans-Joachim Walde, athlète d'épreuves combinées allemand. Médaillé de bronze du décathlon aux Jeux de Tokyo 1964 et d'argent aux Jeux de Mexico 1968. († 18 avril 2013).
- 1944 :
  - Rüdi Lins, pilote de courses automobile autrichien.
- 1946 :
  - Jacky Lemée, footballeur puis entraîneur français.
- 1948 :
  - Ellen Tittel, athlète de demi-fond allemande.
- 1950 :
  - Chris Speier, joueur de baseball américain.

### XXesièclede1951à2000
- 1952 :
  - Pietro Mennea, athlète de sprint italien. Médaillé de bronze du 200 m aux Jeux de Munich 1972 puis champion olympique du 200 m et médaillé de bronze du relais 4×400 m aux Jeux de Moscou 1980. Champion d'Europe d'athlétisme du 200 m 1974 puis champion d'Europe d'athlétisme du 100 m et du 200 m 1978. († 21 mars 2013).
- 1953 :
  - Gernot Rohr, footballeur puis entraîneur franco-allemand. Sélectionneur de l'Équipe du Gabon de 2010 à 2012, de l'Équipe du Niger de 2012 à 2014 puis de l'équipe du Burkina Faso en 2015.
- 1960 :
  - John Elway, joueur de foot U.S. américain.
  - Roland Melanson, hockeyeur sur glace puis entraîneur canadien.
- 1967 :
  - Lars Riedel, athlète de lancers de disque allemand. Champion olympique aux Jeux d’Atlanta 1996 et médaillé d'argent aux Jeux de Sydney 2000. Champion du monde d'athlétisme du disque 1991, 1993, 1995, 1997 et 2001. Champion d'Europe d'athlétisme du disque 1998.
- 1969 :
  - Stéphane Chapuisat, footballeur suisse. Vainqueur de la Ligue des champions 1997. (103 sélections en équipe nationale).
- 1971 :
  - Fabien Barthez, footballeur français. Champion du monde de football 1998. Champion d'Europe de football 2000. Vainqueur de la Ligue des champions 1993. (87 sélections en équipe de France).
  - Kenny Cunningham, footballeur irlandais. (72 sélections en équipe nationale).
- 1972 :
  - Hédi Berrekhissa, footballeur tunisien. Vainqueur de la Coupe des clubs champions 1994. (26 sélections en équipe nationale). († 4 janvier 1997).
  - Jon Heidenreich, joueur de foot U.S. et de foot canadien américain.
  - Maria Butyrskaya, patineuse artistique individuelle soviétique puis russe. Championne du monde de patinage artistique dames 1999. Championne d'Europe de patinage artistique dames 1998, 1999 et 2002.
- 1973 :
  - Alberto Berasategui, joueur de tennis espagnol.
  - Regillio Simons, footballeur néerlandais.
- 1976 :
  - Shinobu Asagoe, joueur de tennis japonais.
  - Seth Wescott, snowboardeur américain. Champion olympique du cross aux Jeux de Turin 2006 et aux Jeux de Vancouver 2010. Champion du monde de snowboard du cross 2005.
- 1978 :
  - Richard Jackman, hockeyeur sur glace canadien.
  - Simon Larose, joueur de tennis puis consultant TV canadien.
- 1980 :
  - Flavio Saretta, joueur de tennis brésilien.
- 1981 :
  - Vasil Kiryienka, cycliste sur route et sur piste biélorusse. Champion du monde de cyclisme sur piste de la course aux points 2008. Champion du monde de cyclisme sur route du contre la montre individuel 2015.
  - Mara Santangelo, joueuse de tennis italienne. Victorieuse de la Fed Cup 2006.
- 1983 :
  - Reynald Lemaître, footballeur français.
  - Alexey Petukhov, skieur de fond russe. Médaillé de bronze du sprint par équipes aux Jeux de Vancouver 2010. Champion du monde de ski de fond du sprint par équipes 2013.
  - Joerg Ritzerfeld, sauteur à ski allemand.
- 1984 :
  - Isabell Klein, handballeuse allemande. Vainqueur de la Coupe Challenge de handball féminin 2010. (86 sélections en équipe nationale).
  - Andrei Pyatov, footballeur ukrainien. Vainqueur de la Coupe UEFA 2009. (81 sélections en équipe nationale).
- 1985 :
  - Ahmed Kantari, footballeur franco-marocain. (15 sélections avec l'équipe du Maroc).
- 1986 :
  - Mathias Beche, pilote de courses automobile d'endurance suisse.
  - Siraba Dembele, handballeuse française. Médaillée d'argent aux Jeux de Rio 2016. Médaillée d'argent au Mondial 2009 et à celui de 2011 puis championne du monde de handball féminin 2017. Médaillée de bronze à l'Euro de handball 2006 et à celui de 2016. Victorieuse de la Coupe EHF de handball féminin 2017. (211 sélections en équipe de France).
  - Petar Nenadić, handballeur serbe. Vainqueur de la Coupe EHF 2015. (78 sélections en équipe nationale).
  - Kevynn Nyokas, handballeur français. Champion du monde de handball masculin 2015. Champion d'Europe de handball 2014. Vainqueur de la Coupe EHF 2016 (41 sélections en équipe de France).
  - Olivier Nyokas, handballeur français. Médaillé d'argent aux Jeux de Rio 2016. Champion du monde de handball masculin 2017. (17 sélections en équipe de France).
- 1987 :
  - Teddy Chevalier, footballeur français.
  - Bogdan Stancu, footballeur roumain. (52 sélections en équipe nationale).
- 1988 :
  - Lee Jones, joueur de rugby à XV écossais. (9 sélections en équipe nationale).
  - Kevin Joss-Rauze, basketteur français.
  - Nikolay Mihaylov, footballeur bulgare. (31 sélections en équipe nationale).
- 1989 : 
  - Goran Bogunović, handballeur croate.
- 1990 :
  - Kateryna Dorohobouzova, basketteuse ukrainienne.
  - Lawrence Warbasse, cycliste sur route américain.
- 1991 :
  - Nawel Chiali, rameuse d'aviron algérienne.
  - Kevin De Bruyne, footballeur belge. (67 sélections en équipe nationale).
  - Assa Koïta, joueuse de rugby à XV française. Victorieuse du Grand Chelem 2014. (16 sélections équipe de France).
  - Wendy Lawson, handballeuse française. (5 sélections en équipe de France).
  - Will Stevens, pilote de courses automobile britannique.
- 1992 :
  - Mansour Kasse, basketteur sénégalais.
- 1993 :
  - Bradley Beal, basketteur américain.
  - Jordan Lefort, footballeur français.
  - Garret Sparks, hockeyeur sur glace américain.
- 1994 :
  - Trévor Clévenot, volleyeur français. Champion olympique aux Jeux de Tokyo 2020. (129 sélections en équipe de France).
- 1995 :
  - Jason Denayer, footballeur belge. (8 sélections en équipe nationale).
  - Adama Traoré, footballeur malien. (7 sélections en équipe nationale).
- 1996 :
  - Carlens Arcus, footballeur haïtien. (12 sélections en équipe nationale).
  - Léo Bergère, triathlète français. Médaillé de bronze en individuel aux Jeux de Paris 2024. Champion du monde de triathlon en relais mixte 2019 et 2020. Champion d'Europe de triathlon en individuel et en relais mixte 2022.
  - Donna Vekić, joueuse de tennis croate.
- 1997 :
  - Jaouad Darib, basketteur marocain puis néerlandais.
  - Jean-Philippe Mateta, footballeur français.
- 1998 :
  - Nicolás Domínguez, footballeur argentin.
  - Pedro Gonçalves, footballeur portugais.
  - Júlíus Magnússon, footballeur islandais.
- 1999 :
  - Markéta Vondroušová, joueuse de tennis tchèque.
- 2000 :
  - Melvine Malard, footballeuse française. Championne d'Europe féminin de football des moins de 19 ans 2019. Victorieuse des ligues des champions féminine 2018, 2019, 2020 et 2022. (29 sélections en équipe de France).
  - Yukinari Sugawara, footballeur argentin.

### XXIesiècle
- 2001 :
  - Gabriel Villamíl, footballeur bolivien.
- 2002 :
  - Marta Kostyuk, joueuse de tennis ukrainienne.
- 2003 :
  - Brandon Aguilera, footballeur costaricien.
- 2004 :
  - Thomas Souverbie, joueur de rugby à XV français.

## Décès

### XXesièclede1901à1950
- 1915 :
  - Victor Trumper 37 ans, joueur de cricket australien. (48 sélections en Test cricket). (° 2 novembre 1877).
- 1940 :
  - Ferdinando Minoia, 56 ans, pilote de courses automobile italien. (° 2 juin 1884).

### XXesièclede1951à2000
- 1962 :
  - Mickey Cochrane, 59 ans, joueur de baseball puis manager américain. (° 6 avril 1903).
- 1975 :
  - Serge Reding, 33 ans haltérophile belge. Médaillé d'argent des +90 kg aux Jeux de Mexico 1968. (° 23 décembre 1941).
- 1981 :
  - Terry Fox, 22 ans, athlète canadien. (° 28 juillet 1958).
- 1991 : 
  - Michel Vannier, 59 ans, joueur de rugby à XV français. Vainqueur des tournois des Cinq Nations 1960 et 1961. (43 sélections en équipe de France). (° 21 juillet 1931).

### XXIesiècle
- 2003 :
  - Willem Slijkhuis, 80 ans, athlète de demi-fond néerlandais. Médaillé de bronze du 1 500 m et du 5 000 m aux Jeux de olympiques Londres 1948. Champion d'Europe d'athlétisme du 1 500 m 1950. (° 13 janvier 1923).
- 2020 :
  - Marián Čišovský 40 ans, footballeur slovaque. (15 sélections en équipe nationale). († 2 novembre 1979).